# Wilfried Willems
Wilfried Willems  est un footballeur belge, né le 16 décembre 1941. 
Il évolue comme défenseur au Royal Beerschot AC de 1961 à 1970. Il joue 211 matches et marque 1 but en championnat de Division 1 avec les Rats du Kiel. En 1968, il perd la finale de la Coupe de Belgique contre le FC Bruges aux tirs au but.
En 1970, il est transféré au Sint-Niklaasse SK, en Division 2. Il met un terme à sa carrière de joueur en 1975.

## Palmarès
- Finaliste de la Coupe de Belgique en 1968 avec le R Beerschot AC